# Japán a 2000. évi nyári olimpiai játékokon
Japán az ausztráliai Sydneyben megrendezett 2000. évi nyári olimpiai játékok egyik részt vevő nemzete volt. Az országot az olimpián 28 sportágban 266 sportoló képviselte, akik összesen 18 érmet szereztek.

## Érmesek
| Érem  | Versenyző | Sportág       | Versenyszám                |
| ----- | --- | ------------- | -------------------------- |
| Arany | Takahasi Naoko | Atlétika      | Női maraton                |
| Arany | Nomura Tadahiro | Cselgáncs     | Férfi légsúly              |
| Arany | Takimoto Makoto | Cselgáncs     | Férfi váltósúly            |
| Arany | Inoue Kószei | Cselgáncs     | Férfi félnehézsúly         |
| Arany | Tamura Rjóko | Cselgáncs     | Női légsúly                |
| Ezüst | Nagata Kacuhiko | Birkózás      | Kötöttfogás, 69 kg         |
| Ezüst | Sinohara Sinicsi | Cselgáncs     | Férfi nehézsúly            |
| Ezüst | Narazaki Noriko | Cselgáncs     | Női harmatsúly             |
| Ezüst | Tamoto Hiroko Kobajasi Josimi Naitó Emi Andó Miszako Macumoto Naomi Fudzsii Jumiko Isikava Taeko Takajama Dzsuri Itó Kazue Maszubucsi Mariko Koszeki Siori Jamadzsi Noriko Szaitó Haruka Jamada Mijó Ucugi Reika | Softball      | Női                        |
| Ezüst | Tacsibana Mija Takeda Miho | Szinkronúszás | Páros                      |
| Ezüst | Dzsinbo Rei Egami Ajano Fudzsii Raika Iszoda Jóko Joneda Jóko Joneda Júko Tacumi Dzsuri Tacsibana Mija Takeda Miho                                                                                               | Szinkronúszás | Csapat                     |
| Ezüst | Nakamura Mai | Úszás         | Női 100 m hát              |
| Ezüst | Tadzsima Jaszuko | Úszás         | Női 400 m vegyes           |
| Bronz | Kuszakabe Kie | Cselgáncs     | Női könnyűsúly             |
| Bronz | Jamasita Majumi | Cselgáncs     | Női nehézsúly              |
| Bronz | Nakao Miki | Úszás         | Női 200 m hát              |
| Bronz | Nakamura Mai Tanaka Maszami Ónisi Dzsunko Minamoto Szumika | Úszás         | Női 4 × 100 m vegyes váltó |
| Bronz | Okamoto Joriko | Taekwondo     | Női váltósúlyú             |

## Asztalitenisz
Férfi
| Versenyző                       | Versenyszám | Selejtező         | Csoportkör | Csoportkör | 32-es főtábla                                      | Nyolcaddöntő                                           | Negyeddöntő       | Elődöntő          | Döntő             | Helyezés |
| Versenyző                       | Versenyszám | Ellenfél Eredmény | Ellenfél Eredmény | Hely.      | Ellenfél Eredmény                                  | Ellenfél Eredmény                                      | Ellenfél Eredmény | Ellenfél Eredmény | Ellenfél Eredmény | Helyezés |
| ------------------------------- | ----------- | ----------------- | --- | ---------- | -------------------------------------------------- | ------------------------------------------------------ | ----------------- | ----------------- | ----------------- | -------- |
| Macusita Kódzsi                 | Egyes       |                   | erőnyerő | erőnyerő   | Cheung Yuk (HKG) · 22–20, 21–19, 21–17 ·           | Jörgen Persson (SWE) · 14–21, 13–21, 19–21             | kiesett           | kiesett           | kiesett           | 9.       |
| Taszaki Tosio                   | Egyes       |                   | G csoport · Josef Plachý (CZE) · 21–14, 21–19, 21–17 · Jorge Gambra (CHI) · 21–17, 11–21, 21–15, 21–15                                         | 1.         | Zoran Primorac (CRO) · 25–23, 21–16, 21–17         | Jörg Roßkopf (GER) · 21–17, 15–21, 13–21, 21–19        | kiesett           | kiesett           | kiesett           | 9.       |
| Iszeki Szeikó                   | Egyes       |                   | F csoport · Francisco Arado (CUB) · 21–7, 21–7, 21–17 · Yinghua Cheng (USA) · 16–21, 21–18, 21–17, 21–16                                       | 1.         | Jan-Ove Waldner (SWE) · 23–21, 13–21, 15–21, 17–21 | kiesett                                                | kiesett           | kiesett           | kiesett           | 17.      |
| Iszeki Szeikó Taszaki Tosio     | Páros       | erőnyerő          | E csoport · Belgium (BEL) · Jean-Michel Saive · Philippe Saive · 21–10, 21–11 Chile (CHI) · Augusto Morales · Jorge Gambra · 21–10, 21–8 ·     | 1.         |                                                    | Kína (CHN) · Wang Liqin · Yan Sen · 18–21, 16–21, 6–21 | kiesett           | kiesett           | kiesett           | 9.       |
| Sibutani Hirosi Macusita Kódzsi | Páros       | erőnyerő          | D csoport · Egyesült Államok (USA) · Yinghua Cheng · Khoa Dinh Nguyen · 21–8, 21–13 · Dánia (DEN) · Finn Tugwell · Michael Maze · 13–21, 10–21 | 2.         |                                                    | kiesett                                                | kiesett           | kiesett           | kiesett           | 17.      |

Női
| Versenyző                  | Versenyszám | Selejtező         | Csoportkör | Csoportkör | 32-es főtábla                               | Nyolcaddöntő                                                  | Negyeddöntő                         | Elődöntő          | Döntő             | Helyezés |
| Versenyző                  | Versenyszám | Ellenfél Eredmény | Ellenfél Eredmény | Hely.      | Ellenfél Eredmény                           | Ellenfél Eredmény                                             | Ellenfél Eredmény                   | Ellenfél Eredmény | Ellenfél Eredmény | Helyezés |
| -------------------------- | ----------- | ----------------- | --- | ---------- | ------------------------------------------- | ------------------------------------------------------------- | ----------------------------------- | ----------------- | ----------------- | -------- |
| Kojama Csire               | Egyes       |                   | erőnyerő | erőnyerő   | I Unszil (KOR) · 21–10, 24–22, 21–14        | Chen-Tong Fei-Ming (TPE) · 24–26, 20–22, 21–6, 21–9, 21–15    | Vang Nan (CHN) · 19–21, 8–21, 20–22 | kiesett           | kiesett           | 5.       |
| Konisi An                  | Egyes       |                   | erőnyerő | erőnyerő   | Xu Jing (TPE) · 21–15, 21–12, 21–15         | Ju Dzsihje (KOR) · 17–21, 20–22, 21–15, 21–17, 20–22          | kiesett                             | kiesett           | kiesett           | 9.       |
| Szakata Rinko              | Egyes       |                   | F csoport · Funke Oshonaike (NGR) · 18–21, 21–15, 18–21, 21–8, 21–15 · Miao Miao (AUS) · 21–11, 23–21, 21–18                                            | 1.         | Qianhong Gotsch (GER) · 14–21, 16–21, 15–21 | kiesett                                                       | kiesett                             | kiesett           | kiesett           | 17.      |
| Fudzsinuma Ai Konisi An    | Páros       | erőnyerő          | F csoport · Chile (CHI) · Silvia Morel · Sofija Tepes · 17–21, 21–14, 21–19 · Hongkong (HKG) · Song Ah Sim · Wong Ching · 21–19, 12–21, 21–12           | 1.         |                                             | Dél-Korea (KOR) · Kim Mukjo · Ju Dzsihje · 13–21, 11–21, 5–21 | kiesett                             | kiesett           | kiesett           | 9.       |
| Naitó Kazuko Szakata Rinko | Páros       | erőnyerő          | B csoport · Ausztrália (AUS) · Jian-Fang Lay · Stella Zhou · 17–21, 21–11, 21–17 · Litvánia (LTU) · Jolanta Prūsienė · Rūta Garkauskaitė · 18–21, 14–21 | 2.         |                                             | kiesett                                                       | kiesett                             | kiesett           | kiesett           | 17.      |

## Atlétika
Férfi
| Versenyző                                                                    | Versenyszám     | Előfutam | Előfutam | Előfutam | Negyeddöntő | Negyeddöntő | Negyeddöntő | Elődöntő | Elődöntő | Elődöntő | Döntő         | Döntő         |
| Versenyző                                                                    | Versenyszám     | Idő      | Hely.    | Össz.    | Idő         | Hely.       | Össz.       | Idő      | Hely.    | Össz.    | Idő           | Helyezés      |
| ---------------------------------------------------------------------------- | --------------- | -------- | -------- | -------- | ----------- | ----------- | ----------- | -------- | -------- | -------- | ------------- | ------------- |
| Kavabata Singo                                                               | 100 m           | 10,39    | 3.       | 29.**    | 10,60       | 8.          | 39.         | kiesett  | kiesett  | kiesett  | kiesett       | kiesett       |
| Kodzsima Sigejuki                                                            | 100 m           | 10,59    | 6.       | 60.      | kiesett     | kiesett     | kiesett     | kiesett  | kiesett  | kiesett  | kiesett       | kiesett       |
| Itó Kódzsi                                                                   | 100 m           | 10,45    | 3.       | 42.***   | 10,25       | 3.          | 14.         | 10,39    | 7.       | 13.      | kiesett       | kiesett       |
| Itó Kódzsi                                                                   | 200 m           | 20,75    | 2.       | 16.      | 20,56       | 4.          | 18.         | 20,67    | 7.       | 13.      | kiesett       | kiesett       |
| Szuecugu Singo                                                               | 200 m           | 20,60    | 2.       | 9.       | 20,37       | 4.          | 11.*        | 20,69    | 8.       | 14.      | kiesett       | kiesett       |
| Oszakada Dzsun                                                               | 400 m           | 45,88    | 4.       | 28.      | 46,15       | 7.          | 30.         | kiesett  | kiesett  | kiesett  | kiesett       | kiesett       |
| Jamamura Takahiko                                                            | 400 m           | 46,25    | 5.       | 39.      | kiesett     | kiesett     | kiesett     | kiesett  | kiesett  | kiesett  | kiesett       | kiesett       |
| Tabata Kendzsi                                                               | 400 m           | 46,59    | 6.       | 47.      | kiesett     | kiesett     | kiesett     | kiesett  | kiesett  | kiesett  | kiesett       | kiesett       |
| Takaoka Tosinari                                                             | 5000 m          | 13:29,99 | 5.       | 14.      |             |             |             |          |          |          | 13:46,90      | 15.           |
| Takaoka Tosinari                                                             | 10 000 m        | 27:59,95 | 5.       | 16.      |             |             |             |          |          |          | 27:40,44      | 7.            |
| Hanada Kacuhiko                                                              | 10 000 m        | 27:45,13 | 3.       | 3.       |             |             |             |          |          |          | 28:08,11      | 15.           |
| Hanada Kacuhiko                                                              | 5000 m          | 13:41,31 | 10.      | 23.      |             |             |             |          |          |          | kiesett       | kiesett       |
| Kavasima Sindzsi                                                             | Maraton         |          |          |          |             |             |             |          |          |          | 2:17:21       | 21.           |
| Szató Nobujuki                                                               | Maraton         |          |          |          |             |             |             |          |          |          | 2:20:52       | 41.           |
| Inubusi Takajuki                                                             | Maraton         |          |          |          |             |             |             |          |          |          | nem ért célba | nem ért célba |
| Tanigava Szatoru                                                             | 110 m gát       | 13,74    | 5.       | 23.      | 13,94       | 7.          | 25.         | kiesett  | kiesett  | kiesett  | kiesett       | kiesett       |
| Kavamura Hideaki                                                             | 400 m gát       | 50,68    | 4.       | 30.      |             |             |             | kiesett  | kiesett  | kiesett  | kiesett       | kiesett       |
| Jamazaki Kazuhiko                                                            | 400 m gát       | 50,15    | 7.       | 22.*     |             |             |             | kiesett  | kiesett  | kiesett  | kiesett       | kiesett       |
| Tameszue Dai                                                                 | 400 m gát       | 1:01,81  | 8.       | 62.      |             |             |             | kiesett  | kiesett  | kiesett  | kiesett       | kiesett       |
| Kodzsima Sigejuki Itó Kódzsi Szuecugu Singo Aszahara Nobuharu Kavabata Singo | 4 × 100 m váltó | 38,52    | 2.       | 3.       |             |             |             | 38,31    | 3.       | 5.       | 38,66         | 6.            |
| Karube Sundzsi Oszakada Dzsun Tabata Kendzsi Jamamura Takahiko               | 4 × 400 m váltó | 3:05,21  | 1.       | 11.      |             |             |             | 3:13,63  | 8.       | 14.      | kiesett       | kiesett       |
| Janagiszava Szatosi                                                          | 20 km gyaloglás |          |          |          |             |             |             |          |          |          | 1:25:03       | 22.           |
| Ikesima Daiszuke                                                             | 20 km gyaloglás |          |          |          |             |             |             |          |          |          | 1:25:34       | 27.           |
| Imamura Fumio                                                                | 50 km gyaloglás |          |          |          |             |             |             |          |          |          | 4:13:28       | 36.           |
| Koike Akihiko                                                                | 50 km gyaloglás |          |          |          |             |             |             |          |          |          | kizárták      | kizárták      |

| Versenyző            | Versenyszám   | Selejtező             | Selejtező             | Döntő    | Döntő    |
| Versenyző            | Versenyszám   | Eredmény              | Helyezés              | Eredmény | Helyezés |
| -------------------- | ------------- | --------------------- | --------------------- | -------- | -------- |
| Josida Takahisza     | Magasugrás    | 215 cm                | 27.***                | kiesett  | kiesett  |
| Jokojama Manabu      | Rúdugrás      | 555 cm                | 25.                   | kiesett  | kiesett  |
| Morinaga Maszaki     | Távolugrás    | 784 cm                | 22.*                  | kiesett  | kiesett  |
| Vatanabe Daiszuke    | Távolugrás    | érvényes ugrás nélkül | érvényes ugrás nélkül | kiesett  | kiesett  |
| Szugibajasi Takanori | Hármasugrás   | 16,67 m               | 16.                   | kiesett  | kiesett  |
| Murofusi Kódzsi      | Kalapácsvetés | 78,49 m               | 3.                    | 76,60 m  | 9.       |

Női
| Versenyző       | Versenyszám | Előfutam | Előfutam | Előfutam | Negyeddöntő | Negyeddöntő | Negyeddöntő | Elődöntő | Elődöntő | Elődöntő | Döntő    | Döntő    |
| Versenyző       | Versenyszám | Idő      | Hely.    | Össz.    | Idő         | Hely.       | Össz.       | Idő      | Hely.    | Össz.    | Idő      | Helyezés |
| --------------- | ----------- | -------- | -------- | -------- | ----------- | ----------- | ----------- | -------- | -------- | -------- | -------- | -------- |
| Icsikava Josiko | 5000 m      | 15:23,41 | 7.       | 18.      |             |             |             |          |          |          | kiesett  | kiesett  |
| Tanaka Megumi   | 5000 m      | 15:39,83 | 9.       | 26.      |             |             |             |          |          |          | kiesett  | kiesett  |
| Simizu Micsiko  | 5000 m      | 15:48,20 | 10.      | 33.      |             |             |             |          |          |          | kiesett  | kiesett  |
| Kavakami Júko   | 10 000 m    | 32:36,60 | 8.       | 16.      |             |             |             |          |          |          | 31:27,44 | 10.      |
| Takahasi Csiemi | 10 000 m    | 32:34,70 | 5.       | 13.      |             |             |             |          |          |          | 31:52,59 | 15.      |
| Hirojama Harumi | 10 000 m    | 32:07,68 | 5.       | 5.       |             |             |             |          |          |          | 32:24,17 | 20.      |
| Takahasi Naoko  | Maraton     |          |          |          |             |             |             |          |          |          | 2:23:14  |          |
| Jamagucsi Eri   | Maraton     |          |          |          |             |             |             |          |          |          | 2:27:03  | 7.       |
| Icsihasi Ari    | Maraton     |          |          |          |             |             |             |          |          |          | 2:30:34  | 15.      |
| Kanazava Yvonne | 100 m gát   | 13,13    | 5.       | 20.*     | 13,11       | 6.          | 16.*        | 13,16    | 8.       | 15.      | kiesett  | kiesett  |

| Versenyző | Versenyszám | Selejtező | Selejtező | Döntő    | Döntő    |
| Versenyző | Versenyszám | Eredmény  | Helyezés  | Eredmény | Helyezés |
| --------- | ----------- | --------- | --------- | -------- | -------- |
| Óta Jóko  | Magasugrás  | 194 cm    | 12.*      | 190 cm   | 11.*     |
| Imai Miki | Magasugrás  | 192 cm    | 16.       | kiesett  | kiesett  |

* - egy másik versenyzővel azonos eredményt ért el

** - két másik versenyzővel azonos eredményt ért el

*** - öt másik versenyzővel azonos eredményt ért el

## Baseball
| Japán baseballcsapat-játékoskeret | Japán baseballcsapat-játékoskeret |
| --- | --- |
| - Abe Sinnoszuke - Akahosi Norihiro - Doi Josikazu - Heima Dzsun - Hirosze Dzsun - Iizuka Tomohiro - Isikava Maszanori - Kadzsijama Josihiko - Kavano Maszato - Kuroki Tomohiro - Macunaka Nobuhiko - Macuzaka Daiszuke | - Nakamura Norihiro - Noda Koszuke - Nogami Oszamu - Okihara Josinori - Szugiucsi Tosija - Szugiura Maszanori - Szuzuki Fumihiro - Tagucsi Szó - Tanaka Jukio - Vatanabe Sunszuke - Jamada Akicsika - Josimi Júdzsi |

Eredmények
Csoportkör
| Csapat                  | M | Gy | V | P+ | P– | Pk  |
| ----------------------- | - | -- | - | -- | -- | --- |
| Kuba                    | 7 | 6  | 1 | 50 | 17 | +33 |
| Egyesült Államok        | 7 | 6  | 1 | 42 | 14 | +28 |
| Dél-Korea               | 7 | 4  | 3 | 40 | 26 | +14 |
| Japán                   | 7 | 4  | 3 | 41 | 23 | +18 |
| Hollandia               | 7 | 3  | 4 | 19 | 29 | –10 |
| Olaszország             | 7 | 2  | 5 | 33 | 43 | –10 |
| Ausztrália              | 7 | 2  | 5 | 30 | 41 | –11 |
| Dél-afrikai Köztársaság | 7 | 1  | 6 | 11 | 73 | –62 |

| 2000. szeptember 17. 12:30 |  | Japán (JPN) | 2–4 | Egyesült Államok |  |  |
| 2000. szeptember 17. 12:30 |  |             |     |                  |  |  |

| 2000. szeptember 18. 19:30 |  | Hollandia (NED) | 2–10 | Japán |  |  |
| 2000. szeptember 18. 19:30 |  |                 |      |       |  |  |

| 2000. szeptember 19. 12:30 |  | Japán (JPN) | 7–3 | Ausztrália |  |  |
| 2000. szeptember 19. 12:30 |  |             |     |            |  |  |

| 2000. szeptember 20. 11:30 |  | Japán (JPN) | 6–1 | Olaszország |  |  |
| 2000. szeptember 20. 11:30 |  |             |     |             |  |  |

| 2000. szeptember 22. 18:30 |  | Japán (JPN) | 8–0 | Dél-afrikai Köztársaság |  |  |
| 2000. szeptember 22. 18:30 |  |             |     |                         |  |  |

| 2000. szeptember 23. 12:30 |  | Dél-Korea (KOR) | 7–6 | Japán |  |  |
| 2000. szeptember 23. 12:30 |  |                 |     |       |  |  |

| 2000. szeptember 24. 18:30 |  | Kuba (CUB) | 6–2 | Japán |  |  |
| 2000. szeptember 24. 18:30 |  |            |     |       |  |  |

Elődöntő
| 2000. szeptember 26. 12:30 |  | Japán (JPN) | 0–3 | Kuba |  |  |
| 2000. szeptember 26. 12:30 |  |             |     |      |  |  |

Bronzmérkőzés
| 2000. szeptember 27. 12:30 |  | Japán (JPN) | 1–3 | Dél-Korea |  |  |
| 2000. szeptember 27. 12:30 |  |             |     |           |  |  |

| Csapat      | Helyezés |
| ----------- | -------- |
| Japán (JPN) | 4.       |

## Birkózás
Kötöttfogású
| Versenyző         | Versenyszám | Csoportkör                                                                                        | Csoportkör | Negyeddöntő       | Elődöntő                     | Bronz- mérkőzés   | Döntő                        | Helyezés |
| Versenyző         | Versenyszám | Ellenfél Eredmény                                                                                 | Hely.      | Ellenfél Eredmény | Ellenfél Eredmény            | Ellenfél Eredmény | Ellenfél Eredmény            | Helyezés |
| ----------------- | ----------- | ------------------------------------------------------------------------------------------------- | ---------- | ----------------- | ---------------------------- | ----------------- | ---------------------------- | -------- |
| Szaszamoto Makoto | 58 kg       | 5. csoport · Armen Nazarjan (BUL) · 0-11 · Nepes Gukulov (TKM) · 5-3 · Brett Cash (AUS) · 25-0    | 2.         | kiesett           | kiesett                      | kiesett           | kiesett                      | 8.       |
| Motoki Jaszutosi  | 63 kg       | 6. csoport · Beat Motzer (SUI) · 3-8 · Hrihorij Kamisenko (UKR) · 1-3 · Rasoul Amani (NZL) · 14-0 | 3.         | kiesett           | kiesett                      | kiesett           | kiesett                      | 9.       |
| Nagata Kacuhiko   | 69 kg       | 5. csoport · Ruslan Biktyakov (UZB) · 3-1 · Heath Sims (USA) · 2-4                                | 1.         | erőnyerő          | Alekszej Gluskov (RUS) · 3-1 |                   | Filiberto Azcuy (CUB) · 0-11 |          |
| Katajama Takamicu | 76 kg       | 3. csoport · Murat Kardanov (RUS) · 0-4 · Berzicza Tamás (HUN) · 2-2                              | 3.         | kiesett           | kiesett                      | kiesett           | kiesett                      | 17.      |

Szabadfogású
| Versenyző       | Versenyszám | Csoportkör                                                                   | Csoportkör | Negyeddöntő       | Elődöntő          | Bronz- mérkőzés   | Döntő             | Helyezés |
| Versenyző       | Versenyszám | Ellenfél Eredmény                                                            | Hely.      | Ellenfél Eredmény | Ellenfél Eredmény | Ellenfél Eredmény | Ellenfél Eredmény | Helyezés |
| --------------- | ----------- | ---------------------------------------------------------------------------- | ---------- | ----------------- | ----------------- | ----------------- | ----------------- | -------- |
| Tanabe Csikara  | 54 kg       | 1. csoport · Sammie Henson (USA) · 1-9 · Mun Mjongszik (KOR) · 8-2           | 2.         | kiesett           | kiesett           | kiesett           | kiesett           | 10.      |
| Mijata Kazujuki | 63 kg       | 2. csoport · Carlos Ortíz (CUB) · 1-4 · Otar Tushishvili (GEO) · 4-3         | 2.         | kiesett           | kiesett           | kiesett           | kiesett           | 13.      |
| Vada Takahiro   | 69 kg       | 3. csoport · Zaza Zazirov (UKR) · 2-3 · Ion Diaconu (MDA) · 4-2              | 3.         | kiesett           | kiesett           | kiesett           | kiesett           | 12.      |
| Kavai Tacuo     | 85 kg       | 1. csoport · Mogamed Ibragimov (MKD) · 5-6 · Davyd Bichinashvili (UKR) · 1-7 | 3.         | kiesett           | kiesett           | kiesett           | kiesett           | 17.      |

## Cselgáncs
Férfi
| Versenyző          | Versenyszám  | Selejtező                        | 32-es főtábla                        | Nyolcaddöntő                          | Negyeddöntő                       | Elődöntő                          | Vigaszág első kör                          | Vigaszág negyeddöntő                      | Vigaszág elődöntő                   | Bronz- mérkőzés   | Döntő                             | Helyezés |
| Versenyző          | Versenyszám  | Ellenfél Eredmény                | Ellenfél Eredmény                    | Ellenfél Eredmény                     | Ellenfél Eredmény                 | Ellenfél Eredmény                 | Ellenfél Eredmény                          | Ellenfél Eredmény                         | Ellenfél Eredmény                   | Ellenfél Eredmény | Ellenfél Eredmény                 | Helyezés |
| ------------------ | ------------ | -------------------------------- | ------------------------------------ | ------------------------------------- | --------------------------------- | --------------------------------- | ------------------------------------------ | ----------------------------------------- | ----------------------------------- | ----------------- | --------------------------------- | -------- |
| Nomura Tadahiro    | Légsúly      | erőnyerő                         | Jia Yunbing (CHN) · 1000-0000        | Brandan Greczkowski (USA) · 1001-0000 | Marek Matuszek (SVK) · 1000-0000  | Manolo Poulot (CUB) · 0010-0002   |                                            |                                           |                                     |                   | Csong Szokkjong (KOR) · 1000-0000 |          |
| Nakamura Jukimasza | Harmatsúly   | Tárek Ajád (LBA) · 1010-0001     | Anis Lounifi (TUN) · 0201-0100       | Patrick van Kalken (NED) · 0020-1100  |                                   |                                   | Pürevdorjiin Nyamlkhagva (MGL) · 0011-0010 | Ivan Baglajev (KAZ) · 1010-0000           | Arash Miresmaeili (IRI) · 0000-1000 | kiesett           |                                   | 7.       |
| Nakamura Kenzó     | Könnyűsúly   | Claudiu Baştea (ROU) · 0110-0010 | Jarosław Lewak (POL) · 1001-0000     | Cshö Jongszin (KOR) · 0001-1010       |                                   |                                   |                                            | Jimmy Pedro (USA) · 0010-0200             | kiesett                             | kiesett           |                                   | 9.       |
| Takimoto Makoto    | Váltósúly    | erőnyerő                         | Ruszlan Szeilhanov (KAZ) · 0210-0010 | Gastón García (ARG) · 1000-0000       | Alvaro Paseyro (URU) · 0001-0001  | Djamel Bouras (FRA) · 0100-0001   |                                            |                                           |                                     |                   | Cso Incshol (KOR) · 0021-0001     |          |
| Josida Hidehiko    | Középsúly    |                                  | Szergej Sakimov (KAZ) · 0012-0002    | Skander Hachicha (TUN) · 1010-0010    | Carlos Honorato (BRA) · 0000-1000 |                                   |                                            | Fernando González (ESP) · mérkőzés nélkül | kiesett                             | kiesett           |                                   | 9.       |
| Inoue Kószei       | Félnehézsúly | erőnyerő                         | Yosvani Kessel (CUB) · 1000-0000     | Daniel Gowing (NZL) · 1000-0000       | Arik Zeevi (ISR) · 1011-0000      | Luigi Guido (ITA) · 0210-0000     |                                            |                                           |                                     |                   | Nicolas Gill (CAN) · 1001-0001    |          |
| Sinohara Sinicsi   | Nehézsúly    | erőnyerő                         | Ruszlan Sarapav (BLR) · 1000-0000    | Vjacseszlav Berduta (KAZ) · 1001-0010 | Angel Sánchez (CUB) · 0010-0001   | Tamerlan Tmenov (RUS) · 1011-0021 |                                            |                                           |                                     |                   | David Douillet (FRA) · 0010-0020  |          |

Női
| Versenyző       | Versenyszám  | Selejtező                              | Nyolcaddöntő                              | Negyeddöntő                            | Elődöntő                         | Vigaszág első kör | Vigaszág negyeddöntő                      | Vigaszág elődöntő                    | Bronz- mérkőzés                   | Döntő                              | Helyezés    |
| Versenyző       | Versenyszám  | Ellenfél Eredmény                      | Ellenfél Eredmény                         | Ellenfél Eredmény                      | Ellenfél Eredmény                | Ellenfél Eredmény | Ellenfél Eredmény                         | Ellenfél Eredmény                    | Ellenfél Eredmény                 | Ellenfél Eredmény                  | Helyezés    |
| --------------- | ------------ | -------------------------------------- | ----------------------------------------- | -------------------------------------- | -------------------------------- | ----------------- | ----------------------------------------- | ------------------------------------ | --------------------------------- | ---------------------------------- | ----------- |
| Tamura Rjóko    | Légsúly      | erőnyerő                               | Zhao Shunxin (CHN) · 0010-0000            | Ljudmila Lusznyikova (UKR) · 1010-0000 | Csha Hjonhjang (PRK) · 0010-0010 |                   |                                           |                                      |                                   | Ljubov Bruletova (RUS) · 1000-0000 |             |
| Narazaki Noriko | Harmatsúly   | Luce Baillargeon (CAN) · 1001-0001     | Csang Dzseszim (KOR) · 1001-0000          | Salima Souakri (ALG) · 0020-0001       | Liu Yuxiang (CHN) · 1000-0001    |                   |                                           |                                      |                                   | Legna Verdecia (CUB) · 0100-1001   |             |
| Kuszakabe Kie   | Könnyűsúly   | erőnyerő                               | Cheryle Peel (GBR) · 0220-0010            | Isabel Fernández (ESP) · 0001-0001     |                                  |                   | Khishigbatyn Erdenet-Od (MGL) · 0010-0000 | Zülfiyyə Hüseynova (AZE) · 1000-0000 | Shen Jun (CHN) · 1010-0000        |                                    |             |
| Maeda Keiko     | Váltósúly    | Celita Schutz (USA) · 0102-0120        | kiesett                                   | kiesett                                | kiesett                          |                   |                                           |                                      |                                   |                                    | helyezetlen |
| Ueno Maszae     | Középsúly    | Tetyana Beljajeva (UKR) · 1000-0000    | Dorjgotovyn Tserenkhand (MGL) · 1140-0000 | Úrsula Martín (ESP) · 0010-1001        |                                  |                   | Ulla Werbrouck (BEL) · 0001-0200          | kiesett                              | kiesett                           |                                    | 9.          |
| Anno Noriko     | Félnehézsúly | Emanuela Pierantozzi (ITA) · 0000-0001 | kiesett                                   | kiesett                                | kiesett                          |                   |                                           |                                      |                                   |                                    | helyezetlen |
| Jamasita Majumi | Nehézsúly    | erőnyerő                               | Irina Rogyina (RUS) · 1021-0001           | Colleen Rosensteel (USA) · 0202-0000   | Daima Beltrán (CUB) · 0000-0201  |                   |                                           |                                      | Christine Cicot (FRA) · 1001-0001 |                                    |             |

## Evezés
Férfi
| Versenyző                                                | Versenyszám                          | Előfutam | Előfutam | Vigaszág | Vigaszág | Elődöntő | Elődöntő | Elődöntő | Döntő   | Döntő   | Döntő   | Helyezés |
| Versenyző                                                | Versenyszám                          | Idő      | Hely.    | Idő      | Hely.    | Típus    | Idő      | Hely.    | Típus   | Idő     | Hely.   | Helyezés |
| -------------------------------------------------------- | ------------------------------------ | -------- | -------- | -------- | -------- | -------- | -------- | -------- | ------- | ------- | ------- | -------- |
| Hasze Hitosi Takeda Daiszaku                             | Könnyűsúlyú kétpárevezős             | 6:27,00  | 2.       | 6:33,81  | 1.       | A/B      | 6:23,37  | 3.       | A       | 6:29,74 | 6.      | 6.       |
| Murai Keiszuke Obata Acusi Szató Hiroja Tanabe Jaszunori | Könnyűsúlyú kormányos nélküli négyes | 6:22,31  | 5.       | 6:18,56  | 5.       | kiesett  | kiesett  | kiesett  | kiesett | kiesett | kiesett | 14.      |

Női
| Versenyző                  | Versenyszám              | Előfutam | Előfutam | Vigaszág | Vigaszág | Elődöntő | Elődöntő | Elődöntő | Döntő | Döntő   | Döntő | Helyezés |
| Versenyző                  | Versenyszám              | Idő      | Hely.    | Idő      | Hely.    | Típus    | Idő      | Hely.    | Típus | Idő     | Hely. | Helyezés |
| -------------------------- | ------------------------ | -------- | -------- | -------- | -------- | -------- | -------- | -------- | ----- | ------- | ----- | -------- |
| Josida Ajako Ivamoto Akiko | Könnyűsúlyú kétpárevezős | 7:27,12  | 4.       | 7:23,36  | 5.       |          |          |          | C     | 7:15,01 | 2.    | 14.      |

## Íjászat
Férfi
| Versenyző                                          | Versenyszám | Selejtező | Selejtező | 64-es főtábla                            | 32-es főtábla                        | Nyolcaddöntő                                                                  | Negyeddöntő       | Elődöntő          | Döntő             | Helyezés |
| Versenyző                                          | Versenyszám | Pont      | Kiemelt   | Ellenfél Eredmény                        | Ellenfél Eredmény                    | Ellenfél Eredmény                                                             | Ellenfél Eredmény | Ellenfél Eredmény | Ellenfél Eredmény | Helyezés |
| -------------------------------------------------- | ----------- | --------- | --------- | ---------------------------------------- | ------------------------------------ | ----------------------------------------------------------------------------- | ----------------- | ----------------- | ----------------- | -------- |
| Makijama Maszafumi                                 | Egyéni      | 604       | 50.       | Alekszandr Li (KAZ) (15.) · 151-150      | Matteo Bisiani (ITA) (18.) · 162-159 | O Kjomun (KOR) (2.) · 160-166                                                 | kiesett           | kiesett           | kiesett           | 15.      |
| Macusita Takajosi                                  | Egyéni      | 614       | 44.       | Grzegorz Targoński (POL) (21.) · 164-166 | kiesett                              | kiesett                                                                       | kiesett           | kiesett           | kiesett           | 22.      |
| Hamano Júdzsi                                      | Egyéni      | 623       | 35.       | Ilario Di Buò (ITA) (30.) · 158-163      | kiesett                              | kiesett                                                                       | kiesett           | kiesett           | kiesett           | 42.      |
| Hamano Júdzsi Macusita Takajosi Makijama Maszafumi | Csapat      | 623       | 13.       |                                          |                                      | Törökország (TUR) · Serdar Şatir · Özdemir Akbal · Hasan Orbay (4.) · 231-253 | kiesett           | kiesett           | kiesett           | 14.      |

Női
| Versenyző        | Versenyszám | Selejtező | Selejtező | 64-es főtábla                            | 32-es főtábla                          | Nyolcaddöntő                         | Negyeddöntő                      | Elődöntő          | Döntő             | Helyezés |
| Versenyző        | Versenyszám | Pont      | Kiemelt   | Ellenfél Eredmény                        | Ellenfél Eredmény                      | Ellenfél Eredmény                    | Ellenfél Eredmény                | Ellenfél Eredmény | Ellenfél Eredmény | Helyezés |
| ---------------- | ----------- | --------- | --------- | ---------------------------------------- | -------------------------------------- | ------------------------------------ | -------------------------------- | ----------------- | ----------------- | -------- |
| Kavaucsi Szajoko | Egyéni      | 654       | 6.        | Denisse van Lamoen (CHI) (59.) · 151-146 | Kate Fairweather (AUS) (27.) · 160-158 | Karen Scavotto (USA) (22.) · 159-157 | Kim Namszun (KOR) (3.) · 110-114 | kiesett           | kiesett           | 5.       |
| Aszano Majumi    | Egyéni      | 621       | 40.       | Yang Jianping (CHN) (25.) · 154-156      | kiesett                                | kiesett                              | kiesett                          | kiesett           | kiesett           | 40.      |

## Kajak-kenu

### Síkvízi
Női
| Versenyző        | Versenyszám       | Előfutam | Előfutam | Előfutam | Elődöntő | Elődöntő | Elődöntő | Döntő   | Döntő    |
| Versenyző        | Versenyszám       | Idő      | Hely.    | Össz.    | Idő      | Hely.    | Össz.    | Idő     | Helyezés |
| ---------------- | ----------------- | -------- | -------- | -------- | -------- | -------- | -------- | ------- | -------- |
| Marujama Szajuri | Kajak egyes 500 m | 2:00,833 | 8.       | 16.      | kiesett  | kiesett  | kiesett  | kiesett | kiesett  |

### Szlalom
| Versenyző | Versenyszám       | Selejtező | Selejtező | Selejtező | Selejtező | Selejtező  | Selejtező  | Döntő    | Döntő    | Döntő    | Döntő    | Döntő      | Döntő      |
| Versenyző | Versenyszám       | 1. futam  | 1. futam  | 2. futam  | 2. futam  | Összesítés | Összesítés | 1. futam | 1. futam | 2. futam | 2. futam | Összesítés | Összesítés |
| Versenyző | Versenyszám       | Pont      | Hely.     | Pont      | Hely.     | Pont       | Hely.      | Pont     | Hely.    | Pont     | Hely.    | Pont       | Helyezés   |
| --------- | ----------------- | --------- | --------- | --------- | --------- | ---------- | ---------- | -------- | -------- | -------- | -------- | ---------- | ---------- |
| Andó Taró | Férfi kajak egyes | 210,69    | 23.       | 231,95    | 23.       | 442,64     | 23.        | kiesett  | kiesett  | kiesett  | kiesett  | kiesett    | kiesett    |

## Kerékpározás

### Hegyi-kerékpározás
| Versenyző     | Versenyszám        | Idő                    | Helyezés |
| ------------- | ------------------ | ---------------------- | -------- |
| Szuzuki Raita | Férfi terepverseny | 1 kör hátrány          | 34.      |
| Nambu Hiroko  | Női terepverseny   | 2:06:13,88 (+16:49,50) | 26.      |

### Országúti kerékpározás
Férfi
| Versenyző    | Versenyszám   | Idő           | Helyezés      |
| ------------ | ------------- | ------------- | ------------- |
| Abe Josijuki | Mezőnyverseny | nem ért célba | nem ért célba |

Női
| Versenyző | Versenyszám   | Idő             | Helyezés |
| --------- | ------------- | --------------- | -------- |
| Oki Miho  | Mezőnyverseny | 3:12:40 (+6:09) | 41.      |

### Pálya-kerékpározás
Sprintversenyek
| Óta Sinicsi                                          | Férfi egyéni | 10,603 | 14. | Viesturs Bērziņš (LAT) · 11,008                                                                   | Craig MacLean (GBR) · Julio César Herrera (CUB) · 10,951 | 2. | kiesett | kiesett | kiesett | kiesett | kiesett | kiesett | kiesett | kiesett | kiesett | kiesett | kiesett | kiesett | kiesett | kiesett |
| Nagacuka Tomohiro                                    | Férfi egyéni | 10,595 | 13. | Pavel Buráň (CZE) · 11,102                                                                        | Chelly Arrue (USA) · Ján Lepka (SVK) · 11,186            | 3. | kiesett | kiesett | kiesett | kiesett | kiesett | kiesett | kiesett | kiesett | kiesett | kiesett | kiesett | kiesett | kiesett | kiesett |
| Inamura Narihiro Kamijama Júicsiró Nagacuka Tomohiro | Férfi csapat | 45,406 | 5.  | Görögország (GRE) · Lámbrosz Vaszilópulosz · Dimítriosz Jeorgalísz · Kleánthisz Bárngasz · 45,079 |                                                          |    |         |         |         |         |         |         |         |         | kiesett | kiesett | 5.      |         |         |         |

Időfutam
| Név              | Versenyszám  | Idő      | Helyezés |
| ---------------- | ------------ | -------- | -------- |
| Inamura Narihiro | Férfi egyéni | 1:05,085 | 9.       |

Pontversenyek
| Név             | Versenyszám       | Pont | Körhátrány | Helyezés |
| --------------- | ----------------- | ---- | ---------- | -------- |
| Iidzsima Makoto | Férfi pontverseny | 6    | -2         | 16.      |
| Morimoto Akemi  | Női pontverseny   | 0    | 0          | 16.      |

Keirin
| Versenyző         | Versenyszám | 1. forduló | Vigaszág | 2. forduló | Döntő    |
| Versenyző         | Versenyszám | Helyezés   | Helyezés | Helyezés   | Helyezés |
| ----------------- | ----------- | ---------- | -------- | ---------- | -------- |
| Óta Sinicsi       | Férfi       | 3.         | 2.       | 6.         | kiesett  |
| Kamijama Júicsiró | Férfi       | 6.         | kizárták | kiesett    | kiesett  |

## Labdarúgás

### Férfi
| Japán férfi labdarúgócsapat-játékoskeret | Japán férfi labdarúgócsapat-játékoskeret |
| --- | --- |
| - Miura Acuhiro - Janagiszava Acusi - Nakata Hidetosi - Inamoto Dzsunicsi - Nakata Kódzsi - Motojama Maszasi - Takahara Naohiro - Macuda Naoki | - Morioka Rjúzó - Narazaki Szeigó - Nakamura Sunszuke - Mjódzsin Tomokazu - Hirasze Tomojuki - Szakai Tomojuki - Mijamoto Cunejaszu - Nakazava Júdzsi |

#### Eredmények
Csoportkör
| Csapat                        | M | Gy | D | V | Rg | Kg | Gk | P |
| ----------------------------- | - | -- | - | - | -- | -- | -- | - |
| Brazília (BRA)                | 3 | 2  | 0 | 1 | 5  | 4  | +1 | 6 |
| Japán (JPN)                   | 3 | 2  | 0 | 1 | 4  | 3  | +4 | 6 |
| Dél-afrikai Köztársaság (RSA) | 3 | 1  | 0 | 2 | 5  | 5  | 0  | 3 |
| Szlovákia (SVK)               | 3 | 1  | 0 | 2 | 4  | 6  | –2 | 3 |

| 2000. szeptember 14. 20:00 |

| Dél-afrikai Köztársaság (RSA) | 1–2               | Japán (JPN)      |
| ----------------------------- | ----------------- | ---------------- |
| Nomvethe 31'                  | (1–0) Jegyzőkönyv | Takahara 46' 78' |

| Bruce Stadium, Canberra Nézőszám: 17 500 Játékvezető: Stéphane Bré (francia) |

| 2000. szeptember 17. 20:00 |

| Szlovákia (SVK) | 1–2               | Japán (JPN)            |
| --------------- | ----------------- | ---------------------- |
| Porázik 83'     | (0–0) Jegyzőkönyv | Nakata 67' Inamoto 74' |

| Bruce Stadium, Canberra Nézőszám: 15 289 Játékvezető: Falla N’Doye (szenegáli) |

| 2000. szeptember 20. 19:00 |

| Brazília (BRA) | 1–0               | Japán (JPN) |
| -------------- | ----------------- | ----------- |
| Alex 5'        | (1–0) Jegyzőkönyv |             |

| Brisbane Cricket Ground, Brisbane Nézőszám: 36 608 Játékvezető: Stéphane Bré (francia) |

Negyeddöntő
| 2000. szeptember 23. 18:30 |

| Egyesült Államok (USA)                | 2–2 (h. u.)                 | Japán (JPN)                              |
| ------------------------------------- | --------------------------- | ---------------------------------------- |
| Wolff 68' Vagenas 90'                 | (0–1, 2–2, 2–2) Jegyzőkönyv | Janagiszava 30' Takahara 72'             |
| Büntetőpárbaj                         |                             |                                          |
| Vagenas Agoos Donovan Wolff Victorine | 5–4                         | Nakamura Inamoto Morioka Nakata Mjódzsin |

| Hindmarsh Stadium, Adelaide Nézőszám: 18 345 Játékvezető: Felix Tangawarima (zimbabwei) |

| Csapat      | Helyezés |
| ----------- | -------- |
| Japán (JPN) | 6.       |

## Lovaglás
Díjugratás
| Versenyző                                                 | Ló                | Versenyszám | Selejtező | Selejtező | Selejtező | Selejtező | Selejtező | Selejtező | Selejtező | Selejtező | Döntő   | Döntő   | Döntő   | Döntő   | Végeredmény | Végeredmény |
| Versenyző                                                 | Ló                | Versenyszám | 1. kör    | 1. kör    | 2. kör    | 2. kör    | 2. kör    | 3. kör    | 3. kör    | 3. kör    | 1. kör  | 1. kör  | 2. kör  | 2. kör  | Végeredmény | Végeredmény |
| Versenyző                                                 | Ló                | Versenyszám | Bünt.     | Hely.     | Bünt.     | Össz.     | Hely.     | Bünt.     | Össz.     | Hely.     | Bünt.   | Hely.   | Bünt.   | Hely.   | Bünt.       | Helyezés    |
| --------------------------------------------------------- | ----------------- | ----------- | --------- | --------- | --------- | --------- | --------- | --------- | --------- | --------- | ------- | ------- | ------- | ------- | ----------- | ----------- |
| Szugitani Taizó                                           | Mania Jolly       | Egyéni      | 8,75      | 25.       | 10,00     | 18,75     | 34.       | 16,00     | 34,75     | 45.       | 12,00   | 20.     | 12,50   | 24.     | 24,50       | 25.         |
| Sirai Takesi                                              | Vicomte du Mesnil | Egyéni      | 9,00      | 27.       | 8,00      | 17,00     | 26.       | 20,00     | 37,00     | 48.       | 16,25   | 37.     | kiesett | kiesett | kiesett     | kiesett     |
| Hajasi Tadajosi                                           | Swanky            | Egyéni      | 5,75      | 18.       | 8,00      | 13,75     | 19.       | 8,00      | 21,75     | 24.       | 24,00   | 44.     | kiesett | kiesett | kiesett     | kiesett     |
| Hirota Rjúma                                              | Man of Gold       | Egyéni      | 33,75     | 71.       | 8,00      | 41,75     | 67.       | 40,50     | 82,25     | 66.       | kiesett | kiesett | kiesett | kiesett | kiesett     | kiesett     |
| Hajasi Tadajosi Szugitani Taizó Sirai Takesi Hirota Rjúma | lásd fentebb      | Csapat      |           |           |           |           |           |           |           |           | 24,00   | 10.*    | 44,00   | 11.     | 68,00       | 11.         |

* - egy másik csapattal azonos eredményt ért el
Lovastusa
| Versenyző                                                    | Ló                                                         | Versenyszám | Díjlovaglás | Díjlovaglás | Tereplovaglás | Tereplovaglás | Tereplovaglás | Díjugratás | Díjugratás | Végeredmény | Végeredmény |         |
| Versenyző                                                    | Ló                                                         | Versenyszám | Bünt.       | Hely.       | Bünt.         | Hely.         | Össz.         | Bünt.      | Hely.      | Bünt.       | Helyezés    |         |
| ------------------------------------------------------------ | ---------------------------------------------------------- | ----------- | ----------- | ----------- | ------------- | ------------- | ------------- | ---------- | ---------- | ----------- | ----------- | ------- |
| Kató Daiszuke                                                | Akwaba                                                     | Egyéni      | 48,00       | 16.         | nem ért célba | nem ért célba | nem ért célba | kiesett    | kiesett    | kiesett     | kiesett     |         |
| Hoszono Sigejuki Fusze Maszaru Kató Daiszuke Cucsija Takeaki | Urfe des Landes Voyou du Roc Elusive Warlock Right on Time | Csapat      | 171,60      | 9.          | nem ért célba | nem ért célba | nem ért célba | kiesett    | kiesett    | kiesett     | kiesett     | kiesett |

## Műugrás
Férfi
| Versenyző    | Versenyszám        | Selejtező | Selejtező | Elődöntő | Elődöntő | Döntő  | Döntő    |
| Versenyző    | Versenyszám        | Pont      | Helyezés  | Pont     | Helyezés | Pont   | Helyezés |
| ------------ | ------------------ | --------- | --------- | -------- | -------- | ------ | -------- |
| Teraucsi Ken | Egyéni műugrás     | 389,88    | 11.       | 616,77   | 9.       | 634,47 | 8.       |
| Teraucsi Ken | Egyéni toronyugrás | 457,59    | 4.        | 649,08   | 5.       | 636,90 | 5.       |

## Ökölvívás
| Versenyző            | Versenyszám | Selejtező                     | Nyolcaddöntő                      | Negyeddöntő       | Elődöntő          | Döntő             | Helyezés |
| Versenyző            | Versenyszám | Ellenfél Eredmény             | Ellenfél Eredmény                 | Ellenfél Eredmény | Ellenfél Eredmény | Ellenfél Eredmény | Helyezés |
| -------------------- | ----------- | ----------------------------- | --------------------------------- | ----------------- | ----------------- | ----------------- | -------- |
| Cudzsimoto Kazumasza | Harmatsúly  | Hassan Oucheikh (MAR) · 12-12 | Guillermo Rigondeaux (CUB) · 0-15 | kiesett           | kiesett           | kiesett           | 9.       |
| Cukamoto Hidehiko    | Pehelysúly  | Yosvany Aguilera (CUB) · 2-17 | kiesett                           | kiesett           | kiesett           | kiesett           | 17.      |

## Röplabda

### Strandröplabda

#### Női
| Versenyző                   | 1. forduló                                         | Reményág                                                       | Reményág          | Nyolcaddöntő                                          | Negyeddöntő                                                         | Elődöntő                                             | Döntő                                                       | Helyezés |
| Versenyző                   | 1. forduló                                         | 1. forduló                                                     | 2. forduló        | Nyolcaddöntő                                          | Negyeddöntő                                                         | Elődöntő                                             | Döntő                                                       | Helyezés |
| Versenyző                   | Ellenfél Eredmény                                  | Ellenfél Eredmény                                              | Ellenfél Eredmény | Ellenfél Eredmény                                     | Ellenfél Eredmény                                                   | Ellenfél Eredmény                                    | Ellenfél Eredmény                                           | Helyezés |
| --------------------------- | -------------------------------------------------- | -------------------------------------------------------------- | ----------------- | ----------------------------------------------------- | ------------------------------------------------------------------- | ---------------------------------------------------- | ----------------------------------------------------------- | -------- |
| Takahasi Jukiko Szaiki Mika | Japán (JPN) · Isizaka Jukiko · Szeike Csie · 15-3  |                                                                |                   | Csehország (CZE) · Eva Celbová · Soňa Nováková · 15-2 | Egyesült Államok (USA) · Annett Davis · Jenny Johnson-Jordan · 15-9 | Brazília (BRA) · Shelda Bede · Adriana Behar · 10-15 | Brazília (BRA) · Sandra Pires · Adriana Samuel · 4-12, 6-12 | 4.       |
| Isizaka Jukiko Szeike Csie  | Japán (JPN) · Takahasi Jukiko · Szaiki Mika · 3-15 | Olaszország (ITA) · Daniela Gattelli · Lucilla Perrotta · 5-15 | kiesett           | kiesett                                               | kiesett                                                             | kiesett                                              | kiesett                                                     | 19.      |

## Softball
| Japán softballcsapat-játékoskeret                                                                                                | Japán softballcsapat-játékoskeret                                                                             |
| --- | --- |
| - Tamoto Hiroko - Kobajasi Josimi - Naitó Emi - Andó Miszako - Macumoto Naomi - Fudzsii Jumiko - Isikava Taeko - Takajama Dzsuri | - Itó Kazue - Maszubucsi Mariko - Koszeki Siori - Jamadzsi Noriko - Szaitó Haruka - Jamada Mijó - Ucugi Reika |

### Eredmények
Csoportkör
| Csapat           | M | Gy | V | P+ | P– | Pk  |
| ---------------- | - | -- | - | -- | -- | --- |
| Japán            | 7 | 7  | 0 | 18 | 7  | +11 |
| Ausztrália       | 7 | 6  | 1 | 22 | 5  | +17 |
| Kína             | 7 | 5  | 2 | 26 | 4  | +22 |
| Egyesült Államok | 7 | 4  | 3 | 19 | 6  | +13 |
| Olaszország      | 7 | 2  | 5 | 3  | 27 | –24 |
| Új-Zéland        | 7 | 2  | 5 | 12 | 22 | –10 |
| Kuba             | 7 | 1  | 6 | 6  | 30 | –24 |
| Kanada           | 7 | 1  | 6 | 13 | 18 | –5  |

| 2000. szeptember 17. 17:30 |  | Kuba (CUB) | 1–4 | Japán |  |  |
| 2000. szeptember 17. 17:30 |  |            |     |       |  |  |

| 2000. szeptember 18. 10:30 |  | Kína (CHN) | 1–3 | Japán |  |  |
| 2000. szeptember 18. 10:30 |  |            |     |       |  |  |

| 2000. szeptember 19. 10:30 |  | Japán (JPN) | 2–1 | Egyesült Államok |  |  |
| 2000. szeptember 19. 10:30 |  |             |     |                  |  |  |

| 2000. szeptember 20. 13:00 |  | Japán (JPN) | 1–0 | Ausztrália |  |  |
| 2000. szeptember 20. 13:00 |  |             |     |            |  |  |

| 2000. szeptember 21. 20:00 |  | Japán (JPN) | 4–3 | Kanada |  |  |
| 2000. szeptember 21. 20:00 |  |             |     |        |  |  |

| 2000. szeptember 22. 20:00 |  | Japán (JPN) | 2–0 | Olaszország |  |  |
| 2000. szeptember 22. 20:00 |  |             |     |             |  |  |

| 2000. szeptember 23. 17:30 |  | Új-Zéland (NZL) | 1–2 | Japán |  |  |
| 2000. szeptember 23. 17:30 |  |                 |     |       |  |  |

Elődöntő
| 2000. szeptember 25. 9:30 |  | Japán (JPN) | 1–0 | Ausztrália |  |  |
| 2000. szeptember 25. 9:30 |  |             |     |            |  |  |

Döntő
| 2000. szeptember 26. 19:30 |  | Japán (JPN) | 1–2 | Egyesült Államok |  |  |
| 2000. szeptember 26. 19:30 |  |             |     |                  |  |  |

| Csapat      | Helyezés |
| ----------- | -------- |
| Japán (JPN) |          |

## Sportlövészet
Férfi
| Versenyző         | Versenyszám           | Selejtező | Selejtező | Döntő   | Döntő    |
| Versenyző         | Versenyszám           | Pont      | Helyezés  | Pont    | Helyezés |
| ----------------- | --------------------- | --------- | --------- | ------- | -------- |
| Nakasige Maszaru  | Légpisztoly           | 573       | 25.       | kiesett | kiesett  |
| Nakasige Maszaru  | Szabadpisztoly        | 558       | 14.*      | kiesett | kiesett  |
| Nisitani Norijuki | Szabadpisztoly        | 552       | 23.*      | kiesett | kiesett  |
| Nisitani Norijuki | Légpisztoly           | 564       | 36.       | kiesett | kiesett  |
| Janagida Maszaru  | Légpuska              | 585       | 34.**     | kiesett | kiesett  |
| Kurita Naoki      | Sportpuska, fekvő     | 589       | 35.**     | kiesett | kiesett  |
| Kurita Naoki      | Sportpuska, összetett | 1138      | 40.       | kiesett | kiesett  |

Női
| Versenyző        | Versenyszám           | Selejtező | Selejtező | Döntő   | Döntő    |
| Versenyző        | Versenyszám           | Pont      | Helyezés  | Pont    | Helyezés |
| ---------------- | --------------------- | --------- | --------- | ------- | -------- |
| Fukusima Micsiko | Légpisztoly           | 383       | 7.*       | 483,7   | 4.**     |
| Fukusima Micsiko | Sportpisztoly         | 585       | 3.        | 684,8   | 5.       |
| Inada Jóko       | Sportpisztoly         | 581       | 7.*       | 679,6   | 7.       |
| Inada Jóko       | Légpisztoly           | 383       | 7.*       | 481,2   | 8.       |
| Miszaki Hiromi   | Légpuska              | 392       | 15.****   | kiesett | kiesett  |
| Miszaki Hiromi   | Sportpuska, összetett | 558       | 37.       | kiesett | kiesett  |
| Takeba Taeko     | Trap                  | 56        | 16.       | kiesett | kiesett  |
| Nakajama Jukie   | Dupla trap            | 94        | 13.*      | kiesett | kiesett  |

* - egy másik versenyzővel azonos eredményt ért el

** - két másik versenyzővel azonos eredményt ért el

**** - négy másik versenyzővel azonos eredményt ért el

## Súlyemelés
Férfi
| Versenyző          | Versenyszám | Szakítás | Szakítás | Lökés                    | Lökés                    | Összesen | Helyezés |
| Versenyző          | Versenyszám | Eredmény | Helyezés | Eredmény                 | Helyezés                 | Összesen | Helyezés |
| ------------------ | ----------- | -------- | -------- | ------------------------ | ------------------------ | -------- | -------- |
| Tagasira Kóki      | 56 kg       | 112,5    | 13.*     | 140,0                    | 14.*                     | 252,5    | 13.      |
| Kikuzuma Jaszudzsi | 56 kg       | 105,0    | 16.*     | 145,0                    | 11.*                     | 250,0    | 15.      |
| Ikehata Hirosi     | 62 kg       | 135,0    | 7.*      | 165,0                    | 5.*                      | 300,0    | 6.       |
| Mijadzsi Josihisza | 69 kg       | 150,0    | 5.       | 170,0                    | 11.*                     | 320,0    | 11.      |
| Josimoto Hiszaja   | +105 kg     | 180,0    | 13.      | érvényes kísérlet nélkül | érvényes kísérlet nélkül | kiesett  | kiesett  |

Női
| Versenyző       | Versenyszám | Szakítás | Szakítás | Lökés                    | Lökés                    | Összesen | Helyezés |
| Versenyző       | Versenyszám | Eredmény | Helyezés | Eredmény                 | Helyezés                 | Összesen | Helyezés |
| --------------- | ----------- | -------- | -------- | ------------------------ | ------------------------ | -------- | -------- |
| Nijanagi Kaori  | 48 kg       | 75,0     | 7.       | 100,0                    | 3.*                      | 175,0    | 6.       |
| Nakaga Mari     | 53 kg       | 77,5     | 9.       | 105,0                    | 7.                       | 182,5    | 7.       |
| Takahasi Juriko | 58 kg       | 85,0     | 9.*      | érvényes kísérlet nélkül | érvényes kísérlet nélkül | kiesett  | kiesett  |

* - egy másik versenyzővel azonos eredményt ért el

## Szinkronúszás
| Versenyző | Versenyszám | Selejtező           | Selejtező           | Selejtező        | Selejtező        | Selejtező  | Selejtező  | Döntő               | Döntő               | Döntő            | Döntő            | Döntő      | Döntő      |
| Versenyző | Versenyszám | Technikai gyakorlat | Technikai gyakorlat | Szabad gyakorlat | Szabad gyakorlat | Összesítés | Összesítés | Technikai gyakorlat | Technikai gyakorlat | Szabad gyakorlat | Szabad gyakorlat | Összesítés | Összesítés |
| Versenyző | Versenyszám | Pont                | Hely.               | Pont             | Hely.            | Pont       | Hely.      | Pont                | Hely.               | Pont             | Hely.            | Pont       | Hely.      |
| --- | ----------- | ------------------- | ------------------- | ---------------- | ---------------- | ---------- | ---------- | ------------------- | ------------------- | ---------------- | ---------------- | ---------- | ---------- |
| Tacsibana Mija Takeda Miho                                                                                         | Páros       | 98,000              | 2.                  | 98,400           | 2.               | 98,260     | 2.         | 98,000              | 2.                  | 99,000           | 2.               | 98,650     |            |
| Dzsinbo Rei Egami Ajano Fudzsii Raika Iszoda Jóko Joneda Jóko Joneda Júko Tacumi Dzsuri Tacsibana Mija Takeda Miho | Csapat      |                     |                     |                  |                  |            |            | 98,600              | 2.                  | 99,000           | 2.               | 98,860     |            |

## Taekwondo
Férfi
| Versenyző        | Versenyszám | Selejtező                     | Negyeddöntő       | Elődöntő          | Vigaszág negyeddöntő | Vigaszág elődöntő | Bronz- mérkőzés   | Döntő             | Helyezés |
| Versenyző        | Versenyszám | Ellenfél Eredmény             | Ellenfél Eredmény | Ellenfél Eredmény | Ellenfél Eredmény    | Ellenfél Eredmény | Ellenfél Eredmény | Ellenfél Eredmény | Helyezés |
| ---------------- | ----------- | ----------------------------- | ----------------- | ----------------- | -------------------- | ----------------- | ----------------- | ----------------- | -------- |
| Higucsi Kijoteru | Légsúly     | Huang Chih-Hsiung (TPE) · 0-4 | kiesett           | kiesett           |                      |                   |                   |                   | 10.      |

Női
| Versenyző      | Versenyszám | Selejtező                 | Negyeddöntő                 | Elődöntő          | Vigaszág negyeddöntő | Vigaszág elődöntő          | Bronz- mérkőzés             | Döntő             | Helyezés |
| Versenyző      | Versenyszám | Ellenfél Eredmény         | Ellenfél Eredmény           | Ellenfél Eredmény | Ellenfél Eredmény    | Ellenfél Eredmény          | Ellenfél Eredmény           | Ellenfél Eredmény | Helyezés |
| -------------- | ----------- | ------------------------- | --------------------------- | ----------------- | -------------------- | -------------------------- | --------------------------- | ----------------- | -------- |
| Okamoto Joriko | Váltósúly   | Meriem Bidani (MAR) · 4-1 | Trude Gundersen (NOR) · 4-7 |                   |                      | Mirjam Müskens (NED) · 7-5 | Sarah Stevenson (GBR) · 6-5 |                   |          |

## Tenisz
Férfi
| Versenyző                       | Versenyszám | 32-es főtábla                                              | Nyolcaddöntő      | Negyeddöntő       | Elődöntő          | Bronz- mérkőzés   | Döntő             | Helyezés |
| Versenyző                       | Versenyszám | Ellenfél Eredmény                                          | Ellenfél Eredmény | Ellenfél Eredmény | Ellenfél Eredmény | Ellenfél Eredmény | Ellenfél Eredmény | Helyezés |
| ------------------------------- | ----------- | ---------------------------------------------------------- | ----------------- | ----------------- | ----------------- | ----------------- | ----------------- | -------- |
| Ivabucsi Szatosi Thomas Shimada | Páros       | Szlovákia (SVK) · Dominik Hrbatý · Karol Kučera · 4–6, 3–6 | kiesett           | kiesett           | kiesett           | kiesett           | kiesett           | 17.      |

Női
| Versenyző                | Versenyszám | 64-es főtábla                 | 32-es főtábla                                                   | Nyolcaddöntő                                                             | Negyeddöntő       | Elődöntő          | Bronz- mérkőzés   | Döntő             | Helyezés |
| Versenyző                | Versenyszám | Ellenfél Eredmény             | Ellenfél Eredmény                                               | Ellenfél Eredmény                                                        | Ellenfél Eredmény | Ellenfél Eredmény | Ellenfél Eredmény | Ellenfél Eredmény | Helyezés |
| ------------------------ | ----------- | ----------------------------- | --------------------------------------------------------------- | ------------------------------------------------------------------------ | ----------------- | ----------------- | ----------------- | ----------------- | -------- |
| Szugijama Ai             | Egyes       | Jelena Dokić (AUS) · 0–6, 6–7 | kiesett                                                         | kiesett                                                                  | kiesett           | kiesett           | kiesett           | kiesett           | 33.      |
| Aszagoe Sinobu           | Egyes       | Els Callens (BEL) · 0–6, 4–6  | kiesett                                                         | kiesett                                                                  | kiesett           | kiesett           | kiesett           | kiesett           | 33.      |
| Mijagi Nana Szugijama Ai | Páros       |                               | Indonézia (INA) · Yayuk Basuki · Wynne Prakusya · 6–2, 5–7, 6–4 | Thaiföld (THA) · Benjamas Sangaram · Tamarine Tanasugarn · 6–2, 5–7, 2–6 | kiesett           | kiesett           | kiesett           | kiesett           | 9.       |

## Tollaslabda
| Versenyző                     | Versenyszám | Selejtező                          | 32-es főtábla                                                               | Nyolcaddöntő                                    | Negyeddöntő                     | Elődöntő          | Döntő             | Helyezés |
| Versenyző                     | Versenyszám | Ellenfél Eredmény                  | Ellenfél Eredmény                                                           | Ellenfél Eredmény                               | Ellenfél Eredmény               | Ellenfél Eredmény | Ellenfél Eredmény | Helyezés |
| ----------------------------- | ----------- | ---------------------------------- | --------------------------------------------------------------------------- | ----------------------------------------------- | ------------------------------- | ----------------- | ----------------- | -------- |
| Jamada Hidetaka               | Férfi egyes | erőnyerő                           | Taufik Hidayat (INA) · 5–15, 17–14, 8–15                                    | kiesett                                         | kiesett                         | kiesett           | kiesett           | 17.      |
| Maszuda Keita                 | Férfi egyes | erőnyerő                           | Xia Xuanze (CHN) · 4–15, 15–12, 8–15                                        | kiesett                                         | kiesett                         | kiesett           | kiesett           | 17.      |
| Mizui Jaszuko                 | Női egyes   | erőnyerő                           | Marina Jakuseva (RUS) · 11–10, 11–6                                         | Julia Mann (GBR) · 11–9, 11–5                   | Gong Zhichao (CHN) · 6–11, 3–11 | kiesett           | kiesett           | 5.       |
| Jonekura Kanako               | Női egyes   | Tatiana Vattier (FRA) · 11–2, 11–1 | Anu Weckström-Nieminen (FIN) · 11–8, 11–2                                   | Dai Yun (CHN) · 2–11, 5–11                      | kiesett                         | kiesett           | kiesett           | 9.       |
| Ida Takako                    | Női egyes   | erőnyerő                           | Mette Sørensen (DEN) · 12–13, 7–11                                          | kiesett                                         | kiesett                         | kiesett           | kiesett           | 17.      |
| Macuda Haruko Ivata Josiko    | Női páros   |                                    | Mauritius (MRI) · Amrita Sawaram · Marie-Hélène Valérie-Pierre · 15–2, 15–2 | Kína (CHN) · Gao Ling · Qin Yiyuan · 5–15, 5–15 | kiesett                         | kiesett           | kiesett           | 9.       |
| Nagamine Hiroko Igava Szatomi | Női páros   |                                    | Oroszország (RUS) · Irina Ruszljakova · Marina Jakuseva · 9–15, 11–15       | kiesett                                         | kiesett                         | kiesett           | kiesett           | 17.      |

## Torna
Férfi
| Versenyző                                                                                      | Versenyszám      | Selejtező | Selejtező | Döntő    | Döntő    |
| Versenyző                                                                                      | Versenyszám      | Pontszám  | Helyezés  | Pontszám | Helyezés |
| ---------------------------------------------------------------------------------------------- | ---------------- | --------- | --------- | -------- | -------- |
| Szaitó Josihiro                                                                                | Talaj            | 9,150     | 44.       | kiesett  | kiesett  |
| Szaitó Josihiro                                                                                | Ugrás            | 9,562     | 27.**     | kiesett  | kiesett  |
| Szaitó Josihiro                                                                                | Korlát           | 8,975     | 63.*      | kiesett  | kiesett  |
| Szaitó Josihiro                                                                                | Nyújtó           | 9,700     | 13.****   | kiesett  | kiesett  |
| Szaitó Josihiro                                                                                | Gyűrű            | 9,575     | 18.***    | kiesett  | kiesett  |
| Szaitó Josihiro                                                                                | Lólengés         | 9,525     | 40.*      | kiesett  | kiesett  |
| Szaitó Josihiro                                                                                | Egyéni összetett | 56,487    | 20.       | 57,361   | 12.      |
| Cukahara Naoja                                                                                 | Talaj            | 9,162     | 42.*      | kiesett  | kiesett  |
| Cukahara Naoja                                                                                 | Ugrás            | 9,612     | 21.*      | kiesett  | kiesett  |
| Cukahara Naoja                                                                                 | Korlát           | 9,200     | 54.       | kiesett  | kiesett  |
| Cukahara Naoja                                                                                 | Nyújtó           | 9,750     | 5.*       | 8,825    | 8.       |
| Cukahara Naoja                                                                                 | Gyűrű            | 9,625     | 11.*      | kiesett  | kiesett  |
| Cukahara Naoja                                                                                 | Lólengés         | 9,637     | 28.**     | kiesett  | kiesett  |
| Cukahara Naoja                                                                                 | Egyéni összetett | 56,986    | 10.       | 56,423   | 18.      |
| Fudzsita Kenicsi                                                                               | Talaj            | 9,425     | 24.       | kiesett  | kiesett  |
| Fudzsita Kenicsi                                                                               | Ugrás            | 9,662     | 14.*      | kiesett  | kiesett  |
| Fudzsita Kenicsi                                                                               | Korlát           | 8,812     | 68.**     | kiesett  | kiesett  |
| Fudzsita Kenicsi                                                                               | Nyújtó           | 9,587     | 36.**     | kiesett  | kiesett  |
| Fudzsita Kenicsi                                                                               | Gyűrű            | 9,487     | 36.**     | kiesett  | kiesett  |
| Fudzsita Kenicsi                                                                               | Lólengés         | 9,587     | 33.**     | kiesett  | kiesett  |
| Fudzsita Kenicsi                                                                               | Egyéni összetett | 56,560    | 18.*      | 55,874   | 25.      |
| Harada Mucumi                                                                                  | Talaj            | 9,175     | 41.       | kiesett  | kiesett  |
| Harada Mucumi                                                                                  | Korlát           | 9,262     | 48.*      | kiesett  | kiesett  |
| Harada Mucumi                                                                                  | Nyújtó           | 9,600     | 33.**     | kiesett  | kiesett  |
| Harada Mucumi                                                                                  | Gyűrű            | 9,487     | 36.**     | kiesett  | kiesett  |
| Harada Mucumi                                                                                  | Lólengés         | 9,450     | 50.       | kiesett  | kiesett  |
| Harada Mucumi                                                                                  | Egyéni összetett | 46,974    | 58.       | kiesett  | kiesett  |
| Kaszamacu Akihiro                                                                              | Talaj            | 9,350     | 26.***    | kiesett  | kiesett  |
| Kaszamacu Akihiro                                                                              | Ugrás            | 9,662     | 14.*      | kiesett  | kiesett  |
| Kaszamacu Akihiro                                                                              | Nyújtó           | 9,637     | 28.       | kiesett  | kiesett  |
| Kaszamacu Akihiro                                                                              | Lólengés         | 9,662     | 23.**     | kiesett  | kiesett  |
| Kaszamacu Akihiro                                                                              | Egyéni összetett | 38,311    | 66.       | kiesett  | kiesett  |
| Ivai Norimasza                                                                                 | Ugrás            | 9,450     | 35.       | kiesett  | kiesett  |
| Ivai Norimasza                                                                                 | Korlát           | 9,562     | 23.       | kiesett  | kiesett  |
| Ivai Norimasza                                                                                 | Gyűrű            | 9,687     | 5.        | 9,662    | 7.       |
| Ivai Norimasza                                                                                 | Egyéni összetett | 28,699    | 86.       | kiesett  | kiesett  |
| Cukahara Naoja Fudzsita Kenicsi Szaitó Josihiro Harada Mucumi Kaszamacu Akihiro Ivai Norimasza | Csapat összetett | 228,081   | 5.        | 229,857  | 4.       |

Női
| Versenyző     | Versenyszám      | Selejtező | Selejtező | Döntő    | Döntő    |
| Versenyző     | Versenyszám      | Pontszám  | Helyezés  | Pontszám | Helyezés |
| ------------- | ---------------- | --------- | --------- | -------- | -------- |
| Jamavaki Kana | Talaj            | 9,300     | 35.**     | kiesett  | kiesett  |
| Jamavaki Kana | Ugrás            | 9,356     | 25.       | kiesett  | kiesett  |
| Jamavaki Kana | Felemás korlát   | 9,500     | 41.*      | kiesett  | kiesett  |
| Jamavaki Kana | Gerenda          | 9,025     | 63.       | kiesett  | kiesett  |
| Jamavaki Kana | Egyéni összetett | 37,181    | 31.       | 36,642   | 27.      |
| Takenaka Miho | Talaj            | 8,725     | 68.       | kiesett  | kiesett  |
| Takenaka Miho | Ugrás            | 9,125     | 52.       | kiesett  | kiesett  |
| Takenaka Miho | Felemás korlát   | 8,750     | 76.       | kiesett  | kiesett  |
| Takenaka Miho | Gerenda          | 9,300     | 46.*      | kiesett  | kiesett  |
| Takenaka Miho | Egyéni összetett | 35,900    | 53.       | kiesett  | kiesett  |

* - egy másik versenyzővel azonos eredményt ért el

** - két másik versenyzővel azonos eredményt ért el

*** - három másik versenyzővel azonos eredményt ért el

**** - négy másik versenyzővel azonos eredményt ért el

### Ritmikus gimnasztika
| Versenyző      | Versenyszám | Selejtező | Selejtező | Selejtező | Selejtező | Selejtező | Selejtező | Selejtező | Selejtező | Selejtező | Selejtező | Döntő   | Döntő   | Döntő   | Döntő   | Döntő   | Döntő   | Döntő   | Döntő   | Döntő    | Döntő    |
| Versenyző      | Versenyszám | Kötél     | Kötél     | Karika    | Karika    | Labda     | Labda     | Szalag    | Szalag    | Összesen  | Összesen  | Kötél   | Kötél   | Karika  | Karika  | Labda   | Labda   | Szalag  | Szalag  | Összesen | Összesen |
| Versenyző      | Versenyszám | Pont      | Hely.     | Pont      | Hely.     | Pont      | Hely.     | Pont      | Hely.     | Pont      | Hely.     | Pont    | Hely.   | Pont    | Hely.   | Pont    | Hely.   | Pont    | Hely.   | Pont     | Hely.    |
| -------------- | ----------- | --------- | --------- | --------- | --------- | --------- | --------- | --------- | --------- | --------- | --------- | ------- | ------- | ------- | ------- | ------- | ------- | ------- | ------- | -------- | -------- |
| Macunaga Rieko | Egyéni      | 9,541     | 19.       | 9,608     | 16.       | 9,633     | 16.       | 9,625     | 14.*      | 38,407    | 16.       | kiesett | kiesett | kiesett | kiesett | kiesett | kiesett | kiesett | kiesett | kiesett  | kiesett  |

* - egy másik versenyzővel azonos eredményt ért el
| Versenyző                                                                          | Versenyszám | Selejtező  | Selejtező  | Selejtező            | Selejtező            | Selejtező | Selejtező | Döntő      | Döntő      | Döntő                | Döntő                | Döntő    | Döntő    |
| Versenyző                                                                          | Versenyszám | 5 buzogány | 5 buzogány | 3 szalag és 2 karika | 3 szalag és 2 karika | Összesen  | Összesen  | 5 buzogány | 5 buzogány | 3 szalag és 2 karika | 3 szalag és 2 karika | Összesen | Összesen |
| Versenyző                                                                          | Versenyszám | Pont       | Hely.      | Pont                 | Hely.                | Pont      | Hely.     | Pont       | Hely.      | Pont                 | Hely.                | Pont     | Hely.    |
| ---------------------------------------------------------------------------------- | ----------- | ---------- | ---------- | -------------------- | -------------------- | --------- | --------- | ---------- | ---------- | -------------------- | -------------------- | -------- | -------- |
| Inada Ajako Mizobe Jukari Murata Jukari Nakasima Rie Nakata Maszami Okamori Madoka | Csapat      | 19,500     | 4.         | 19,266               | 4.                   | 38,766    | 4.        | 19,350     | 5.         | 19,200               | 7.*                  | 38,550   | 5.       |

* - egy másik csapattal azonos eredményt ért el

### Trambulin
| Versenyző       | Versenyszám | Selejtező | Selejtező | Döntő    | Döntő    |
| Versenyző       | Versenyszám | Pontszám  | Helyezés  | Pontszám | Helyezés |
| --------------- | ----------- | --------- | --------- | -------- | -------- |
| Nakata Daiszuke | Férfi       | 53,2      | 12.       | kiesett  | kiesett  |
| Furu Akiko      | Női         | 62,1      | 7.        | 35,3     | 6.       |

## Triatlon
| Versenyző           | Versenyszám | 1,5 km úszás | Depózás 1 | 40 km kerékpározás | Depózás 2        | 10 km futás      | Összesítés    | Összesítés    |
| Versenyző           | Versenyszám | Idő          | Idő       | Idő                | Idő              | Idő              | Idő           | Helyezés      |
| ------------------- | ----------- | ------------ | --------- | ------------------ | ---------------- | ---------------- | ------------- | ------------- |
| Obara Takumi        | Férfi       | 17:46,19     | 24,30     | 59:02,50           | 18,70            | 32:58,26         | 1:50:29,95    | 21.           |
| Fukui Hideo         | Férfi       | 17:27,39     | 29,90     | 59:12,10           | 20,40            | 34:35,00         | 1:52:04,79    | 36.           |
| Nisiucsi Hirojuki   | Férfi       | 17:51,59     | 24,20     | 1:03:39,70         | 17,50            | 34:46,77         | 1:56:59,76    | 46.           |
| Nivata Kijomi       | Női         | 19:19,48     | 27,50     | 1:05:13,20         | 23,00            | 38:29,83         | 2:03:53,01    | 14.           |
| Hirao-Szekine Akiko | Női         | 19:59,58     | 30,50     | 1:06:39,60         | 26,50            | 36:42,52         | 2:04:18,70    | 17.           |
| Hoszoja Haruna      | Női         | 20:16,08     | 25,90     | lekörözték         | nem teljesítette | nem teljesítette | nem ért célba | nem ért célba |

## Úszás
Férfi
| Versenyző          | Versenyszám    | Előfutam | Előfutam | Előfutam | Elődöntő | Elődöntő | Elődöntő | Döntő   | Döntő    |
| Versenyző          | Versenyszám    | Idő      | Hely.    | Össz.    | Idő      | Hely.    | Össz.    | Idő     | Helyezés |
| ------------------ | -------------- | -------- | -------- | -------- | -------- | -------- | -------- | ------- | -------- |
| Hirano Maszato     | 400 m gyors    | 3:51,42  | 4.       | 11.      |          |          |          | kiesett | kiesett  |
| Hirano Maszato     | 1500 m gyors   | 15:14,43 | 4.       | 13.      |          |          |          | kiesett | kiesett  |
| Arasze Jóta        | 1500 m gyors   | 15:18,20 | 6.       | 16.      |          |          |          | kiesett | kiesett  |
| Kitadzsima Kószuke | 200 m mell     | 2:15,71  | 6.       | 17.      | kiesett  | kiesett  | kiesett  | kiesett | kiesett  |
| Kitadzsima Kószuke | 100 m mell     | 1:01,68  | 2.       | 5.       | 1:01,31  | 3.       | 4.       | 1:01,34 | 4.       |
| Hajasi Akira       | 100 m mell     | 1:02,86  | 7.       | 21.      | kiesett  | kiesett  | kiesett  | kiesett | kiesett  |
| Hajasi Akira       | 200 m mell     | 2:15,54  | 3.       | 13.      | 2:15,16  | 7.       | 14.      | kiesett | kiesett  |
| Jamamoto Takasi    | 100 m pillangó | 52,91    | 1.       | 4.       | 53,01    | 2.       | 6.       | 52,58   | 5.*      |
| Jamamoto Takasi    | 200 m pillangó | 1:58,07  | 5.       | 10.      | 1:57,66  | 4.       | 9.       | kiesett | kiesett  |
| Tanaka Hiszajosi   | 200 m pillangó | 1:59,00  | 4.       | 14.      | 1:58,06  | 7.       | 12.      | kiesett | kiesett  |
| Miki Dzsiró        | 200 m vegyes   | 2:03,33  | 6.       | 16.*     | 2:03,90  | 8.       | 16.      | kiesett | kiesett  |
| Tabucsi Szuszumu   | 200 m vegyes   | 2:05,68  | 8.       | 30.      | kiesett  | kiesett  | kiesett  | kiesett | kiesett  |
| Tabucsi Szuszumu   | 400 m vegyes   | 4:20,76  | 3.       | 13.      |          |          |          | kiesett | kiesett  |
| Tanigucsi Sinja    | 400 m vegyes   | 4:17,36  | 2.*      | 6.*      |          |          |          | 4:20,93 | 8.       |

Női
| Versenyző                                                  | Versenyszám            | Előfutam | Előfutam | Előfutam | Elődöntő | Elődöntő | Elődöntő | Döntő   | Döntő    |
| Versenyző                                                  | Versenyszám            | Idő      | Hely.    | Össz.    | Idő      | Hely.    | Össz.    | Idő     | Helyezés |
| ---------------------------------------------------------- | ---------------------- | -------- | -------- | -------- | -------- | -------- | -------- | ------- | -------- |
| Minamoto Szumika                                           | 50 m gyors             | 25,52    | 4.*      | 7.*      | 25,43    | 4.       | 7.       | 25,65   | 8.       |
| Minamoto Szumika                                           | 100 m gyors            | 55,80    | 3.       | 9.       | 55,62    | 4.       | 8.       | 55,53   | 7.       |
| Nakamura Mai                                               | 100 m hát              | 1:00,88  | 1.       | 1.       | 1:01,07  | 1.       | 1.       | 1:00,55 |          |
| Inada Noriko                                               | 100 m hát              | 1:02,19  | 4.       | 7.*      | 1:01,25  | 2.       | 2.       | 1:01,14 | 5.       |
| Tanaka Maszami                                             | 100 m mell             | 1:09,12  | 3.       | 7.       | 1:09,04  | 4.       | 7.       | 1:08,37 | 6.       |
| Tanaka Maszami                                             | 200 m mell             | 2:27,39  | 3.       | 5.       | 2:26,24  | 4.       | 7.       | 2:26,98 | 7.       |
| Iszoda Dzsunko                                             | 200 m mell             | 2:29,60  | 6.       | 17.      | 2:31,71  | 8.       | 16.      | kiesett | kiesett  |
| Ónisi Dzsunko                                              | 100 m pillangó         | 59,11    | 2.       | 7.       | 59,04    | 4.       | 6.       | 59,13   | 6.       |
| Mita Maki                                                  | 100 m pillangó         | 1:00,97  | 7.       | 21.*     | kiesett  | kiesett  | kiesett  | kiesett | kiesett  |
| Mita Maki                                                  | 200 m pillangó         | 2:09,85  | 2.       | 6.       | 2:09,88  | 3.       | 7.       | 2:10,72 | 8.       |
| Nakanisi Júko                                              | 200 m pillangó         | 2:10,22  | 3.       | 8.       | 2:09,89  | 4.       | 8.       | 2:09,66 | 7.       |
| Nakao Miki                                                 | 200 m hát              | 2:11,69  | 1.       | 4.       | 2:12,49  | 2.       | 5.       | 2:11,05 |          |
| Hagivara Tomoko                                            | 200 m hát              | 2:12,15  | 2.       | 5.       | 2:11,02  | 2.       | 2.       | 2:11,21 | 4.       |
| Hagivara Tomoko                                            | 200 m vegyes           | 2:15,16  | 2.       | 7.       | 2:15,09  | 4.       | 8.       | 2:15,64 | 8.       |
| Tadzsima Jaszuko                                           | 200 m vegyes           | 2:21,65  | 7.       | 26.      | kiesett  | kiesett  | kiesett  | kiesett | kiesett  |
| Tadzsima Jaszuko                                           | 400 m vegyes           | 4:40,35  | 1.       | 2.       |          |          |          | 4:35,96 |          |
| Tadzsima Jaszuko                                           | 400 m gyors            | 4:17,23  | 8.       | 23.      |          |          |          | kiesett | kiesett  |
| Jamada Szacsiko                                            | 400 m gyors            | 4:12,45  | 5.       | 12.      |          |          |          | kiesett | kiesett  |
| Jamada Szacsiko                                            | 800 m gyors            | 8:33,06  | 3.       | 7.       |          |          |          | 8:37,39 | 8.       |
| Nakamura Mai Tanaka Maszami Ónisi Dzsunko Minamoto Szumika | 4 × 100 m vegyes váltó | 4:05,76  | 2.       | 2.       |          |          |          | 4:04,16 |          |

* - egy másik versenyzővel azonos eredményt ért el

## Vitorlázás
Férfi
| Versenyző                      | Versenyszám     | Futam | Futam  | Futam  | Futam | Futam | Futam | Futam | Futam | Futam | Futam | Futam | Pontszám | Helyezés |
| Versenyző                      | Versenyszám     | 1     | 2      | 3      | 4     | 5     | 6     | 7     | 8     | 9     | 10    | 11    | Pontszám | Helyezés |
| ------------------------------ | --------------- | ----- | ------ | ------ | ----- | ----- | ----- | ----- | ----- | ----- | ----- | ----- | -------- | -------- |
| Kendzsó Motokazu               | Szörfvitorlázás | 10    | 18     | 9      | 20    | 28    | 12    | 12    | 12    | 15    | (37*) | (31)  | 136,0    | 20.      |
| Hamazaki Eiicsiró Mijai Júdzsi | 470-es osztály  | 19,0  | (22,0) | (26,0) | 13,0  | 4,0   | 16,0  | 17,0  | 18,0  | 10,0  | 16,0  | 20,0  | 133,0    | 18.      |

Női
| Versenyző                   | Versenyszám     | Futam | Futam | Futam | Futam | Futam | Futam  | Futam | Futam | Futam  | Futam | Futam | Pontszám | Helyezés |
| Versenyző                   | Versenyszám     | 1     | 2     | 3     | 4     | 5     | 6      | 7     | 8     | 9      | 10    | 11    | Pontszám | Helyezés |
| --------------------------- | --------------- | ----- | ----- | ----- | ----- | ----- | ------ | ----- | ----- | ------ | ----- | ----- | -------- | -------- |
| Imai Maszako                | Szörfvitorlázás | 6     | 12    | 10    | 10    | (15)  | 5      | 9     | 11    | (16)   | 7     | 8     | 78,0     | 10.      |
| Szató Maiko                 | Europe          | 21    | 13    | 20    | 22    | 22    | 17     | 22    | (24)  | 22     | (23)  | 13    | 172,0    | 23.      |
| Sige Jumiko Kinosita Alicia | 470-es osztály  | 9,0   | 5,0   | 10,0  | 7,0   | 1,0   | (14,0) | 8,0   | 3,0   | (12,0) | 12,0  | 11,0  | 66,0     | 8.       |

Nyílt
| Versenyző                          | Versenyszám        | Futam | Futam | Futam | Futam | Futam | Futam | Futam | Futam | Futam | Futam | Futam | Futam | Futam | Futam | Futam | Futam | Pontszám | Helyezés |
| Versenyző                          | Versenyszám        | 1     | 2     | 3     | 4     | 5     | 6     | 7     | 8     | 9     | 10    | 11    | 12    | 13    | 14    | 15    | 16    | Pontszám | Helyezés |
| ---------------------------------- | ------------------ | ----- | ----- | ----- | ----- | ----- | ----- | ----- | ----- | ----- | ----- | ----- | ----- | ----- | ----- | ----- | ----- | -------- | -------- |
| Szuzuki Kunio                      | Laser              | (38)  | 12    | 19    | 15    | 32    | (36)  | 17    | 25    | 24    | 30    | 28    |       |       |       |       |       | 202,0    | 27.      |
| Nakamura Kendzsi Szaszaki Tomojuki | Könnyű 49-es dingi | 4     | 4     | 10    | 15    | 9     | 16    | (17)  | 15    | 15    | 13    | 16    | (17)  | 14    | 16    | 14    | 12    | 173,0    | 16.      |

* - kizárták (korai rajt)

## Vívás
Férfi
| Versenyző      | Versenyszám  | Selejtező                        | 32-es főtábla     | Nyolcaddöntő      | Negyeddöntő       | Elődöntő          | Bronz- mérkőzés   | Döntő             | Helyezés |
| Versenyző      | Versenyszám  | Ellenfél Eredmény                | Ellenfél Eredmény | Ellenfél Eredmény | Ellenfél Eredmény | Ellenfél Eredmény | Ellenfél Eredmény | Ellenfél Eredmény | Helyezés |
| -------------- | ------------ | -------------------------------- | ----------------- | ----------------- | ----------------- | ----------------- | ----------------- | ----------------- | -------- |
| Okazaki Naoto  | Tőr, egyéni  | Abd el-Muhszen Ali (KUW) · 6-15  | kiesett           | kiesett           | kiesett           | kiesett           | kiesett           | kiesett           | 33.      |
| Nagara Maszasi | Kard, egyéni | Volodimir Lukasenko (UKR) · 7-15 | kiesett           | kiesett           | kiesett           | kiesett           | kiesett           | kiesett           | 36.      |

Női
| Versenyző     | Versenyszám | Selejtező                       | 32-es főtábla             | Nyolcaddöntő      | Negyeddöntő       | Elődöntő          | Bronz- mérkőzés   | Döntő             | Helyezés |
| Versenyző     | Versenyszám | Ellenfél Eredmény               | Ellenfél Eredmény         | Ellenfél Eredmény | Ellenfél Eredmény | Ellenfél Eredmény | Ellenfél Eredmény | Ellenfél Eredmény | Helyezés |
| ------------- | ----------- | ------------------------------- | ------------------------- | ----------------- | ----------------- | ----------------- | ----------------- | ----------------- | -------- |
| Arai Júko     | Tőr, egyéni | Vaszíla Rédván (ALG) · 15-3     | Mohamed Aida (HUN) · 6-15 | kiesett           | kiesett           | kiesett           | kiesett           | kiesett           | 26.      |
| Simada Mivako | Tőr, egyéni | Alejandra Carbone (ARG) · 13-15 | kiesett                   | kiesett           | kiesett           | kiesett           | kiesett           | kiesett           | 33.      |